# Him, the snake and I
Him, the snake and I is het derde studioalbum van Egdon Heath. 

## Inleiding
Dat derde album volgde relatief vlot op zijn voorganger The killing silence. Dat voorkwam niet dat Egdon Heath weer een nieuwe zanger had in de persoon van Maurits Kalsbeek, afkomstig uit Carlene en I4U; hij werd in november 1993 omschreven als “veteraan”. De band stond begin 1993 in die samenstelling in de Zalen Schaaf in Leeuwarden. Ze mocht het voorprogramma vullen van Bill Bruford nu eens niet met Yes of King Crimson⁣, maar met zijn meer op improvisatie gerichte Earthworks. De Leeuwarder Courant zag een goed optreden van EH, maar constateerde ook dat de band wat bleef hangen in de progressieve rock/neoprog van de jaren tachtig, terwijl oudgediende Bruford steeds nieuwe paden betrad.
Datzelfde blad constateerde in het najaar van 1993 dat EH erop vooruit gegaan was voor wat betreft opbouw van de nummers. De nummers op The killing silence ontbeerden richting en een goede structuur, dat was hier onder leiding van een muziekproducent Mike van Dalm verbeterd. Ondertussen had de band zich ook enigszins ontwikkeld naar de jaren negentig. Bij de promotie van hun album in november 1993 had EH zelfs een eigen voorprogramma verzorgd door de Italiaanse groep Aelian. Him, the snake and I werd opgenomen in de Stable Studio in Arnhem. 

## Musici
- Maurits Kalsbeek – zang
- Jaap Mulder – toetsinstrumenten, achtergrondzang
- Wolf Rappard – toetsinstrumenten
- Aldo Adema – gitaren, hoesontwerp
- Marcel Copini – basgitaar, achtergrondzang
- Valere Wittevrongel – drumstel
- Mike van Dalm – achtergrondzang (Witness), zang (Satellite), drumcomputer Slightly in despair (Van Dalm speelde in de jaren 70 bij de Speedtwins)

## Muziek
Alle muziek geschreven door Jaap Mulder, aangepast en gearrangeerd door de band.

| Nr. | Titel                                 | Duur |
| --- | ------------------------------------- | ---- |
| 1.  | Jing (instrumentaal)                  | 4:29 |
| 2.  | Gringo (Tekst: Kalsbeek)              | 6:44 |
| 3.  | On a bench (Tekst: Mulder)            | 1:42 |
| 4.  | Witness (Tekst: Kalsbeek)             | 6:12 |
| 5.  | Mother’s dream (Tekst: Kalsbeek)      | 5:00 |
| 6.  | Slightly in despair (Tekst: Kalsbeek) | 6:42 |
| 7.  | Satellite (Tekst: Kalsbeek)           | 7:10 |
| 8.  | Thousand stories (Tekst: Kalsbeek)    | 8:57 |

Satellite en Thousand stories werden nog opgenomen op twee verzamelalbums van SI Music.